# Château de Tramayes
Le château de Tramayes est situé sur la commune de Tramayes en Saône-et-Loire, au col qui sépare les vallées de la Grosne et de la Valouze.
Il fait l’objet d’une inscription au titre des monuments historiques depuis le 14 mars 1977.

## Description
La construction, qui s'élevait à l'origine à l'intérieur d'une vaste enceinte rectangulaire cantonnée de tours, consiste en un corps de logis de plan rectangulaire, flanqué de deux tours carrées à 45°, d'une tour carrée plus élevée que les précédentes et d'une tourelle en surplomb.
La façade ouest est reliée au parc par un perron à balustrade. La façade orientale, précédée d'un balcon reliant les deux tours, au niveau du rez-de-chaussée, est percée en son centre d'une porte inscrite dans un encadrement en bossage vermiculé un sur deux, que couronne un fronton cintré interrompu par l'unique fente verticale d'un pont-levis disparu. Au-dessus de cette porte, subsistent les trois consoles d'une bretèche. Un bandeau règne tout autour des constructions.

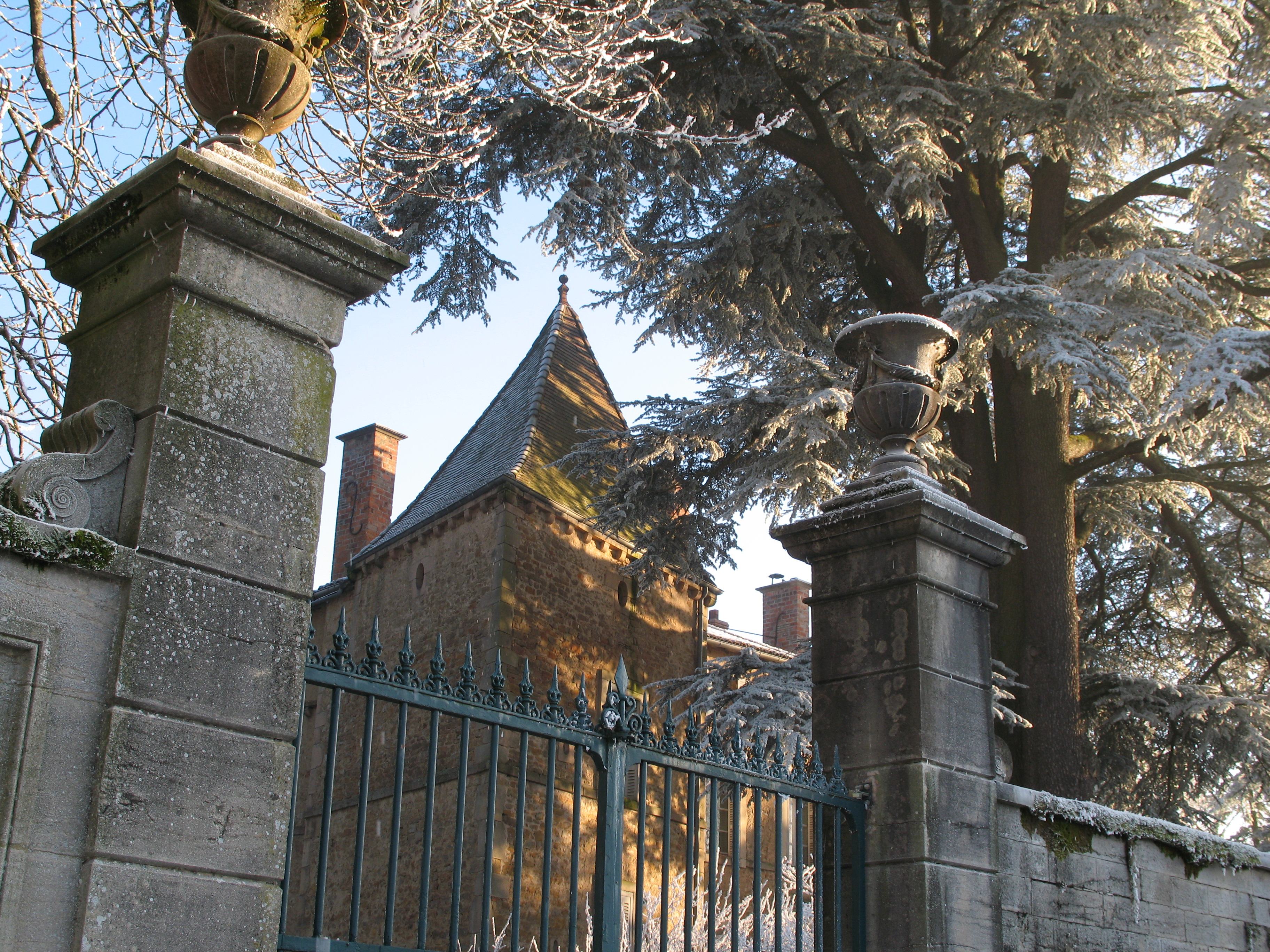
Entrée du château de Tramayes
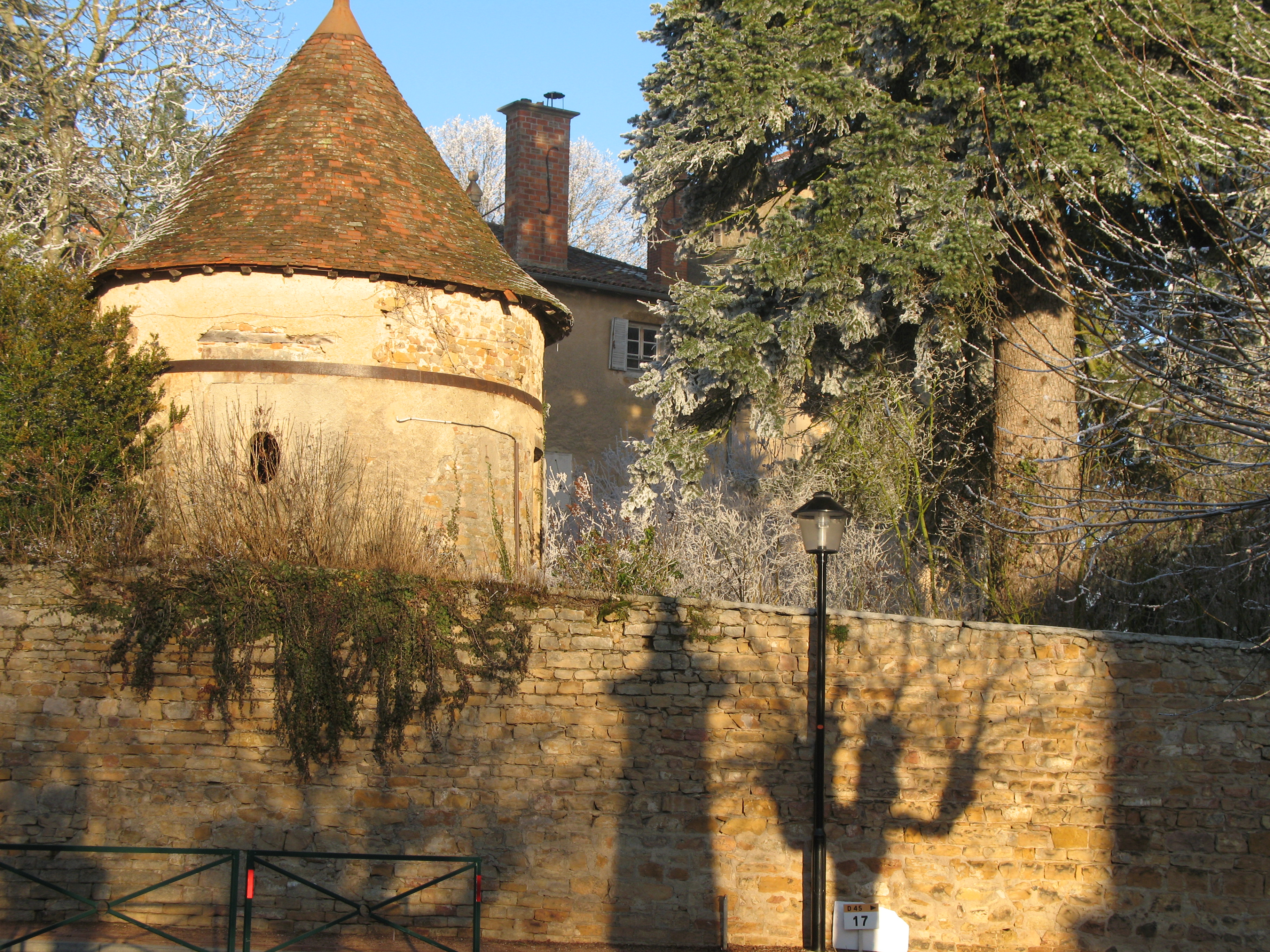
Château de Tramayes

Le pigeonnier est comme le château, inscrit monument historique.
Le château est une propriété privée. Le parc est ouvert au public.

## Historique

Armes des Damas

- 1380: apparition de la seigneurie, constituée par Marguerite de Mailly pour Antoine-Isabeau Villion
- milieu XVIe siècle : Jean Bullion, puis Mathurin Bullion, parents de Claude de Bullion, acquièrent les différents éléments du fief
- 1599 : Mathurin Bullion obtient l'autorisation du roi Henri IV de fortifier sa maison, opération qu'il a déjà engagée depuis un an
- 1672 : Claude Bullion, seigneur de Tramayes, rachète les droits des quatre foires annuelles et marchés hebdomadaires de Tramayes au seigneur de Saint-Point
- 1684 : la terre passe à Charles de Rymon
- 1687 : ce dernier abandonne son bien à Aimé Severt
- fin XVIIe siècle : le précédent revend le château à Claude-Hippolyte de Damas, seigneur de Dompierre et Audour, dont la famille conservera la propriété jusqu'à la Révolution
- 1807 : le marquis de Mailly de Châteaurenaud, veuf d'Alexandrine de Damas d'Audour, vend le domaine à maître Antoine de la Charme, notaire de Matour, qui ne le garde que trois mois
- 1808 : le précédent revend la propriété à maître Claude Bruys, notaire et maire de Tramayes et ami de Lamartine
- 1825 : le nouveau propriétaire entreprend la restauration du château; il comble les fossés, rase les murs d'enceinte, modifie les ouvertures et la décoration intérieure et crée un parc
- XXe siècle : propriété de la comtesse Christian de Quatrebarbes, née Gersende de Sabran-Pontevès (1912-2013)